# 艾昂顿–拉塞尔大桥
艾昂顿–拉塞尔大桥（英語：Ironton–Russell Bridge）是美国俄亥俄河上的桥梁，连接了俄亥俄州艾昂顿和肯塔基州拉塞尔。始建于1922年的为悬臂桥，2016年重建的是斜拉桥。